# Poletkovți, Vidin
Poletkovți (în bulgară Полетковци) este un sat în comuna Kula, regiunea Vidin,  Bulgaria. 

## Demografie
Componența etnică a satului Poletkovți
     Bulgari (100%)
     Nicio identificare (0%)
     Altele (0%)
La recensământul din 2011, populația satului Poletkovți era de 68 locuitori. Din punct de vedere etnic, toți locuitorii erau bulgari.